# Polyalthia petelotii
Polyalthia petelotii là loài thực vật có hoa thuộc họ Na. Loài này được Merr. miêu tả khoa học đầu tiên năm 1926.